# Кушеловка
Кушеловка также Кушелэука (рум. Cuşelăuca) — село в Шолданештском районе Молдавии. Наряду с селом Большие Котюжены и железнодорожной станцией Кобыльня входит в состав коммуны Большие Котюжены.

## География
Село расположено на высоте 241 метр над уровнем моря.

## Население
По данным переписи населения 2004 года, в селе Кушелэука проживает 80 человек (42 мужчины, 38 женщин).
Этнический состав села:
| Национальность | Число жителей | Процентный состав |
| -------------- | ------------- | ----------------- |
| молдаване      | 75            | 93,75             |
| украинцы       | 2             | 2,5               |
| русские        | 2             | 2,5               |
| румыны         | 1             | 1,25              |
| Всего          | 80            | 100 %             |

## Достопримечательности
- В селе расположен женский Кушеловский Успенский монастырь.